# Державний кордон Нігерії

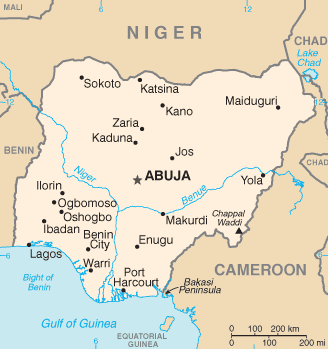
Карта Нігерії

Державний кордон Нігерії — державний кордон, лінія на поверхні Землі та вертикальна поверхня, що проходить по цій лінії, що визначають межі державного суверенітету Нігерії над власними територією, водами, природними ресурсами в них і повітряним простором над ними.

## Сухопутний кордон
Загальна довжина кордону — 4477 км. Нігер межує з 4 державами. Уся територія країни суцільна, тобто анклавів чи ексклавів не існує.
Ділянки державного кордону
| Держава | Ділянка        | Довжина (км) | Прикордонні регіони | Примітки |
| ------- | -------------- | ------------ | ------------------- | -------- |
| Бенін   | захід          | 809          |                     |          |
| Камерун | схід           | 1975         |                     |          |
| Чад     | північний схід | 85           |                     |          |
| Нігер   | північ         | 1608         |                     |          |

## Морські кордони
Нігерія на півдні омивається водами Гвінейської затоки Атлантичного океану. Загальна довжина морського узбережжя 853 км. Згідно з Конвенцією Організації Об'єднаних Націй з морського права (UNCLOS) 1982 року, протяжність територіальних вод країни встановлено в 12 морських миль (22,2 км). Виключна економічна зона встановлена на відстань 200 морських миль (370,4 км) від узбережжя. Континентальний шельф — до глибин 200 м.